# Fuerza Aérea de Chile
Fuerza Aérea de Chile (FACh, Forțele Aeriene Chile) reprezintă aviația militară a Chile. La data de 21 martie 1930 se formează FACh.